# Michaël Cuisance
Michaël Cuisance (ur. 16 sierpnia 1999 w Strasburgu) – francuski piłkarz, występujący na pozycji pomocnika.

## Kariera klubowa

### Początki
W czasach juniorskich trenował w klubach: FC Strasbourg Koenigshoffen (2005–2006), ASPTT Strasbourg (2006–2007), RC Strasbourg (2007–2012), SC Schiltigheim (2012–2014) i AS Nancy (2014–2017). 

### Borussia Mönchengladbach
9 maja 2017 został ogłoszony nowym piłkarzem niemieckiej Borussii Mönchengladbach, z którą podpisał pięcioletni kontrakt. W Bundeslidze zadebiutował 19 września 2017 w wygranym 2:0 meczu z VfB Stuttgart. Na boisku pojawił się w 46. minucie, zastępując Christopha Kramera. 18 sierpnia 2019 odszedł za 12 milionów euro do Bayernu Monachium.

## Sukcesy

### Bayern Monachium
- Liga Mistrzów UEFA: 2019/2020
- Superpuchar Europy UEFA: 2020
- Mistrzostwo Niemiec: 2019/2020
- Puchar Niemiec: 2019/2020